# 윤지수 (방송인)
윤지수는 대한민국 KBS의 전직 라디오 기상캐스터이다.

## 경력
- KBS 라디오 기상캐스터 공채 24기 입사
- 1997년부터 2022.1.11까지 방송

## 방송

### 라디오
- KBS 제1라디오 매시 58분 날씨